# Istaevones

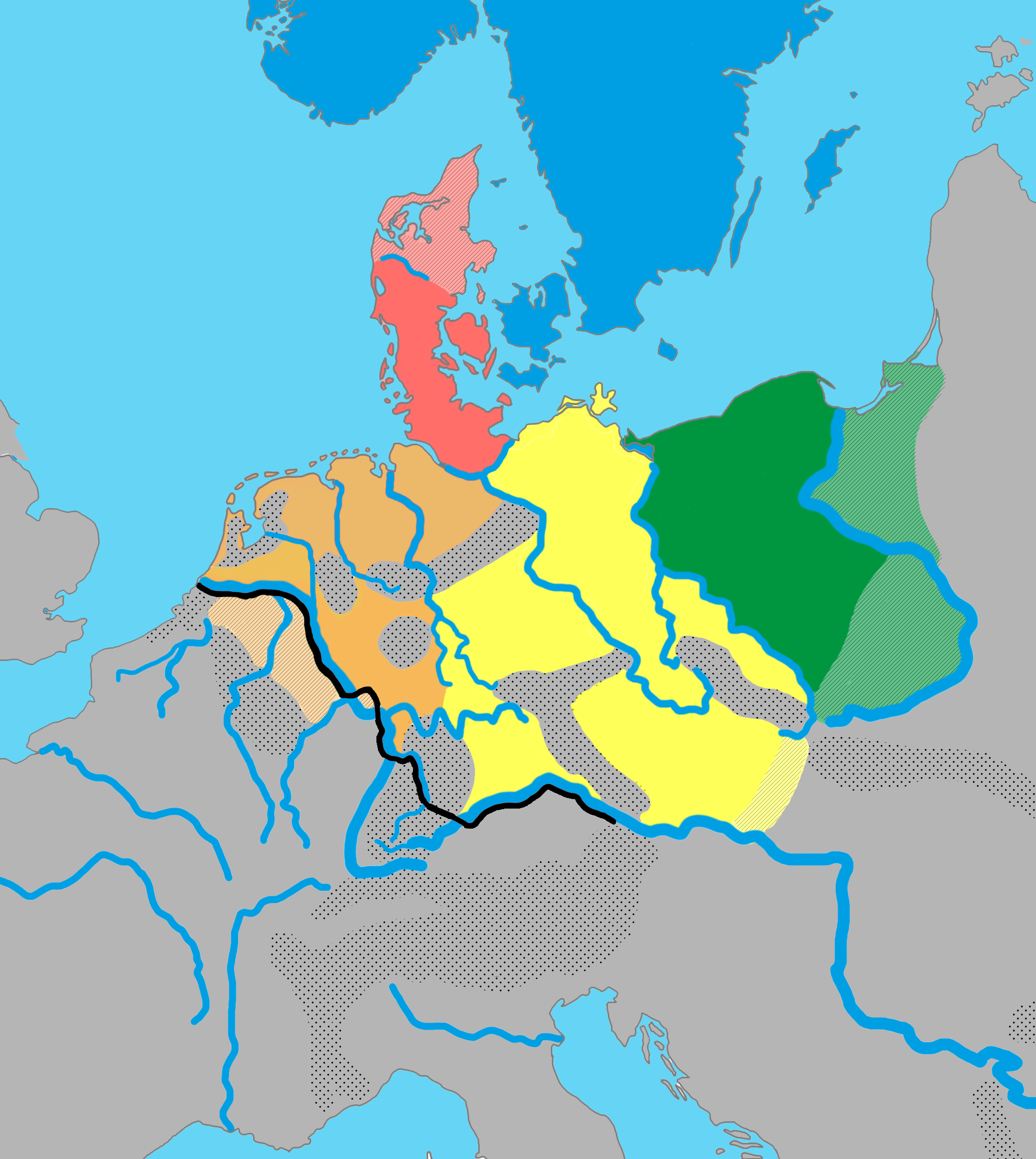
Distribución de los principales grupos de dialectos germánicos en Europa alrededor del año 1:
Germánico del Norte o Germánico septentrional
Germánico del Mar del Norte o Ingaevónico
Germánico del Rin-Weser o Istaevónico
Germánico del Elba o Herminónico
Germánico del Este o Germánico oriental

Los Istaevones, Istvaeones, Istriaones, Istriones, Straones, Tracones, Germanos del Rin o Germanos del Weser-Rin (en alemán, Istwäonen o Weser-Rhein-Germanen), fueron un grupo o prototribu cultural germano occidental.
Su nombre aparece en el libro Germania de Tácito, historiador romano del siglo I, donde clasificó a esta tribu como una de las tres existentes que se correspondían con los hijos de Mannus, etiquetándola como la que no era ni la de los Herminones ni la de los Ingaevones. Los Istaevones eran la tribu de Istaev, hijo de Mannus. Habitaban en la costa del Atlántico (hoy día se correspondería con los Países Bajos, Bélgica y el norte de Francia), así como la zona de los ríos Rin y Weser, probablemente desde aproximadamente el 500 a. C., hasta la diferenciación de las localizaciones de las tribus teutónicas (Catos, Hessianos, Francos) en esa región alrededor del año 250.
Istaevónica o Bajofranconia es la agrupación que incluye el neerlandés y otras lenguas relacionadas en la clasificación de Friedrich Maurer.  Existen evidencias de que algunas también se fusionaron con las Germanas del Mar del Norte (Ingaevones).
Jacob Grimm en su libro Deutsche Mythologie  exhortó a que la forma correcta era la de Iscaevones, en parte porque se conectaría con el nombre de un antepasado de la mitología nórdica llamado Ask, y en parte porque Nennio propone que el nombre Mannus corrupto como Alanus, el antepasado de los Istaevones aparece como Escio o Hisicion. Los hijos de esta figura son, de la tradición franca, Francus, Romanus, Alamanus y Bruttus, que se supone serían los antepasados de los Francos, Latinos, Germanos y Britanos. Esto parece reflejar el deseo de los francos de conectar con la gente que gobernaban.